# Старовейский, Францишек

Герб Биберштейн

Францишек Старовейский (собственно Францишек Анджей Боболя Биберштейн-Старовейский, пол. Franciszek Andrzej Bobola Biberstein-Starowieyski; 8 июля 1930 года в с. Браткувка близ Кросна — 23 февраля 2009 года в Варшаве) — польский график, живописец, дизайнер плакатов. Вёл свой род от родовой аристократии герба Биберштейн. Был мастером мистификации, всегда готов к шуткам. Пользовался «пролетарским» псевдонимом «Ян Бык». В своём творчестве обращался к искусству эпохи барокко — свои работы датировал на 300 лет ранее действительной датировки.
В 1949—1955 годах учился в академиях изобразительного искусства в Варшаве и Кракове. Занимался книжной графикой, театральными декорациями и костюмами, но прежде всего крупноформатными рисунками женских актов. Свои рисунки украшал обильной барочной орнаментикой. Проявлял особую склонность к мотивам проходящего времени, смерти и конца нашего мира. Часто работал перед приглашёнными зрителями в рамках «театра рисунка».
Наряду с Яном Леницой и Генрихом Томашевским принадлежал к наиболее заметным мастерам польской школы плаката.
Похоронен на Лесном кладбище в селе Ляски.